# Ben Chimberoff
Benjamin Chimberoff (15 luglio 1874 – Los Angeles, 2 gennaio 1940) è stato un ginnasta e multiplista statunitense.

## Biografia
Nato in Russia, emigrò negli Stati Uniti nel 1877. Chimberoff partecipò ai Giochi olimpici di Saint Louis 1904 nelle gare di triathlon e ginnastica. Giunse settantanovesimo nel triathlon, novantaduesimo nel concorso generale individuale e nel concorso a tre eventi.